# Pierre d'Hérouville
 (janvier 2023).
Si vous disposez d'ouvrages ou d'articles de référence ou si vous connaissez des sites web de qualité traitant du thème abordé ici, merci de compléter l'article en donnant les références utiles à sa vérifiabilité et en les liant à la section « Notes et références ».
Pierre d'Hérouville est un prêtre catholique jésuite et écrivain français.

## Biographie
Jésuite, il collabore à la revue Études.

## Publications
- Le vénérable Julien Maunoir  - 1933, prix Juteau-Duvigneaux de l’Académie française[1]
- Manuel des études grecques et latines - 1953
- Il beato Giuliano Maunoir, S.J., apostolo della Bretagna, 1606-1683 - 1951
- Géorgiques I-II - 1942
- Le Père Auriault - 1941
- Un chapitre de sylviculture virgilienne, le chêne - 1941
- L'astronomie de Virgile - 1940
- La «Bonne Armelle» - 1934
- Julien Maunoir, écrivain, grammairien et poète - 1933
- Le Vincent Ferrier du XVIIe siècle - 1932
- À la campagne avec Virgile - 1930